# Campeonato de Fútbol Playa de la AFC 2009
El Campeonato de Fútbol Playa de la AFC 2009 fue la cuarta edición del torneo de fútbol playa a nivel de selecciones nacionales más importante de Asia organizado por la AFC y que contó con la participación de 7 selecciones del continente, una más que en la edición anterior.
Japón venció a Baréin en la final disputada en Dubái para ganar el título por primera vez, y ambas selecciones clasificaron para la Copa Mundial de Fútbol Playa FIFA 2009.
El campeón de las pasadas dos ediciones, Emiratos Árabes Unidos, no participó en el torneo.

## Participantes
| - Australia - Baréin - China | - Irán - Japón | - Omán - Uzbekistán |

## Fase de grupos

### Grupo A
| Equipo     | J | G | E | P | GF | GC | GD | Pts. |
| ---------- | - | - | - | - | -- | -- | -- | ---- |
| Baréin     | 2 | 2 | 0 | 0 | 4  | 3  | +1 | 5    |
| Japón      | 2 | 1 | 0 | 1 | 7  | 5  | +2 | 3    |
| Uzbekistán | 2 | 0 | 0 | 2 | 4  | 7  | −3 | 0    |

| Equipo 1   | Resultado      | Equipo 2   |
| ---------- | -------------- | ---------- |
| Baréin     | 2-1            | Uzbekistán |
| Uzbekistán | 3-5            | Japón      |
| Japón      | 2-2 (2-3 pen.) | Baréin     |

### Grupo B
| Equipo    | J | G | E | P | GF | GC | GD  | Pts. |
| --------- | - | - | - | - | -- | -- | --- | ---- |
| Irán      | 3 | 3 | 0 | 0 | 16 | 6  | +10 | 9    |
| Omán      | 3 | 2 | 0 | 1 | 9  | 8  | +1  | 6    |
| Australia | 3 | 1 | 0 | 2 | 7  | 8  | −1  | 3    |
| China     | 3 | 0 | 0 | 3 | 4  | 14 | −10 | 0    |

| Equipo 1  | Resultado | Equipo 2  |
| --------- | --------- | --------- |
| China     | 1-2       | Omán      |
| Australia | 1-3       | Irán      |
| Irán      | 5-3       | Omán      |
| China     | 1-4       | Australia |
| Omán      | 4-2       | Australia |
| Irán      | 8-2       | China     |

## Fase Final

### Semifinales
| Equipo 1 | Resultado | Equipo 2 |
| -------- | --------- | -------- |
| Baréin   | 6-1       | Omán     |
| Irán     | 3-5       | Japón    |

### Tercer Lugar
| Equipo 1 | Resultado      | Equipo 2 |
| -------- | -------------- | -------- |
| Omán     | 1-1 (2-1 Pen.) | Irán     |

### Final
| Equipo 1 | Resultado | Equipo 2 |
| -------- | --------- | -------- |
| Baréin   | 2-4       | Japón    |

## Campeón
| Campeonato de Fútbol Playa de la AFC 2009 |
| ----------------------------------------- |
| Bandera de Japón                          |
| Japón 1º Título                           |

## Posiciones Finales
| Pos. | Equipo     |
| ---- | ---------- |
| 1    | Japón      |
| 2    | Baréin     |
| 3    | Omán       |
| 4    | Irán       |
| 5    | Australia  |
| 6    | Uzbekistán |
| 7    | China      |